# Reformierte Kirche (Ditzumerverlaat)

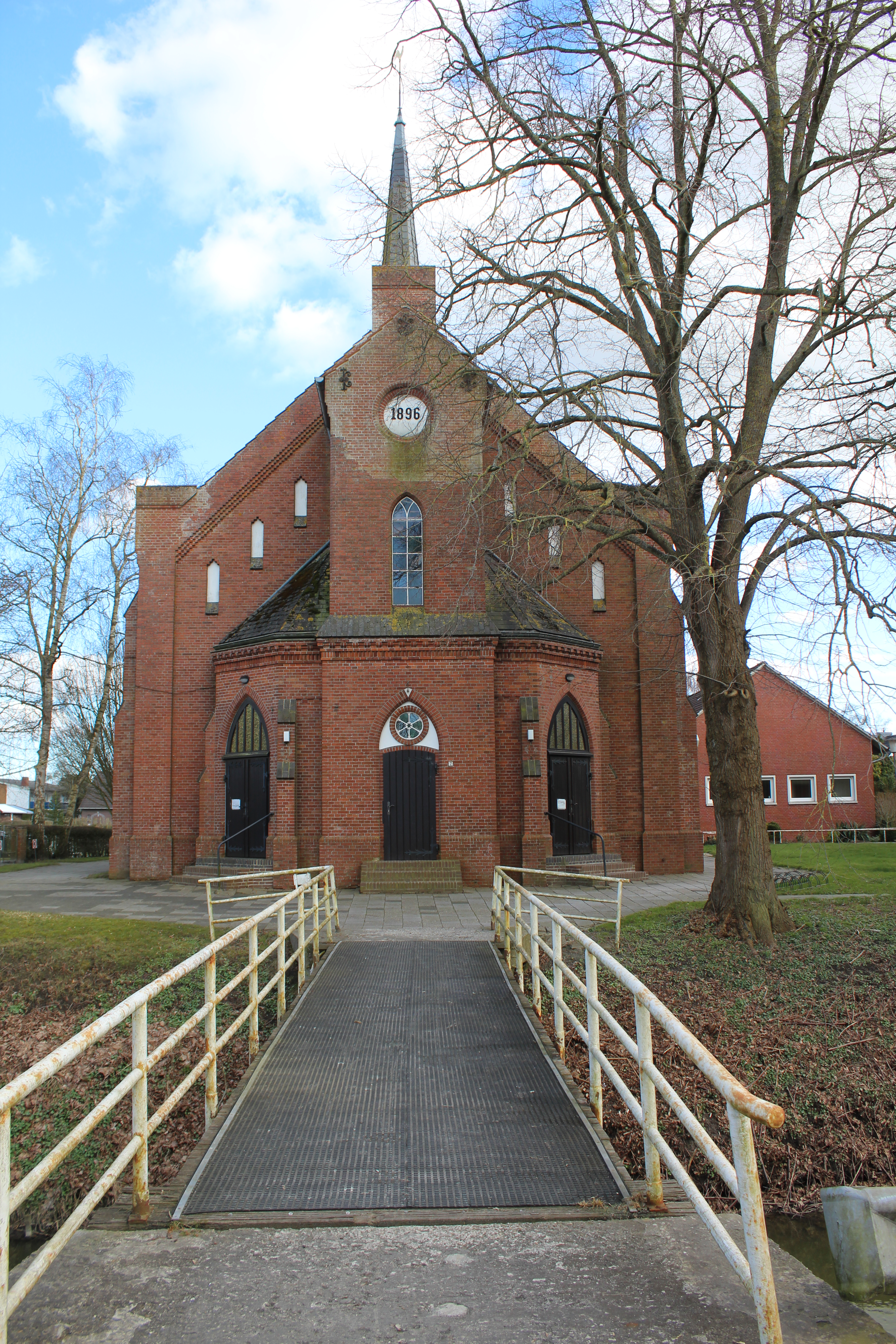
Reformierte Kirche in Ditzumerverlaat von Westen

Die Reformierte Kirche in Ditzumerverlaat im ostfriesischen Rheiderland wurde im Jahr 1896 als Saalkirche im neugotischen Stil gebaut.

## Geschichte
Die reformierten Einwohner Ditzumerverlaats besuchten anfangs die Gottesdienste in der Ditzumer Kirche. Da die Fischer und Seeleute einen weiten Fußweg zurücklegen mussten, wurde der Wunsch nach einem eigenen Pastor immer stärker. So kam es 1844 zur Anstellung eines eigenen Seelsorgers für Ditzumerverlaat, der allerdings selber finanziert werden musste und nach wie vor Ditzum unterstand. In den Wintermonaten diente die alte Schule als Versammlungsraum. Im Jahr 1887 wurde die Kirchengemeinde Ditzumerverlaat gegründet. Erster Pastor war Julius Walter, der hier von 1887 bis 1895 wirkte. Mithilfe von Spenden aus dem ganzen ostfriesischen Raum wurde 1896 der Bau des ersten Kirchengebäudes am Ort ermöglicht und die Kosten von 28.000 Mark gedeckt.  Der Kirchengemeinde wurden die Gebiete von Norderbunderhammrich, Wynham, Heinitzpolder und ein Teil von Kanalpolder zugeschlagen.
1922 wurden die Kirchengemeinden Ditzumerverlaat und Landschaftspolder zusammengelegt und pfarramtlich verbunden. Seit 1973 ist der Ditzumerverlaater Pastor zudem für Süd-Bunderhammrich und seit 1984 für Ditzumerhammrich zuständig. Später wurde die Mitarbeit auf den Seelsorgebezirk „Bund-Nord“ ausgedehnt.

## Architektur

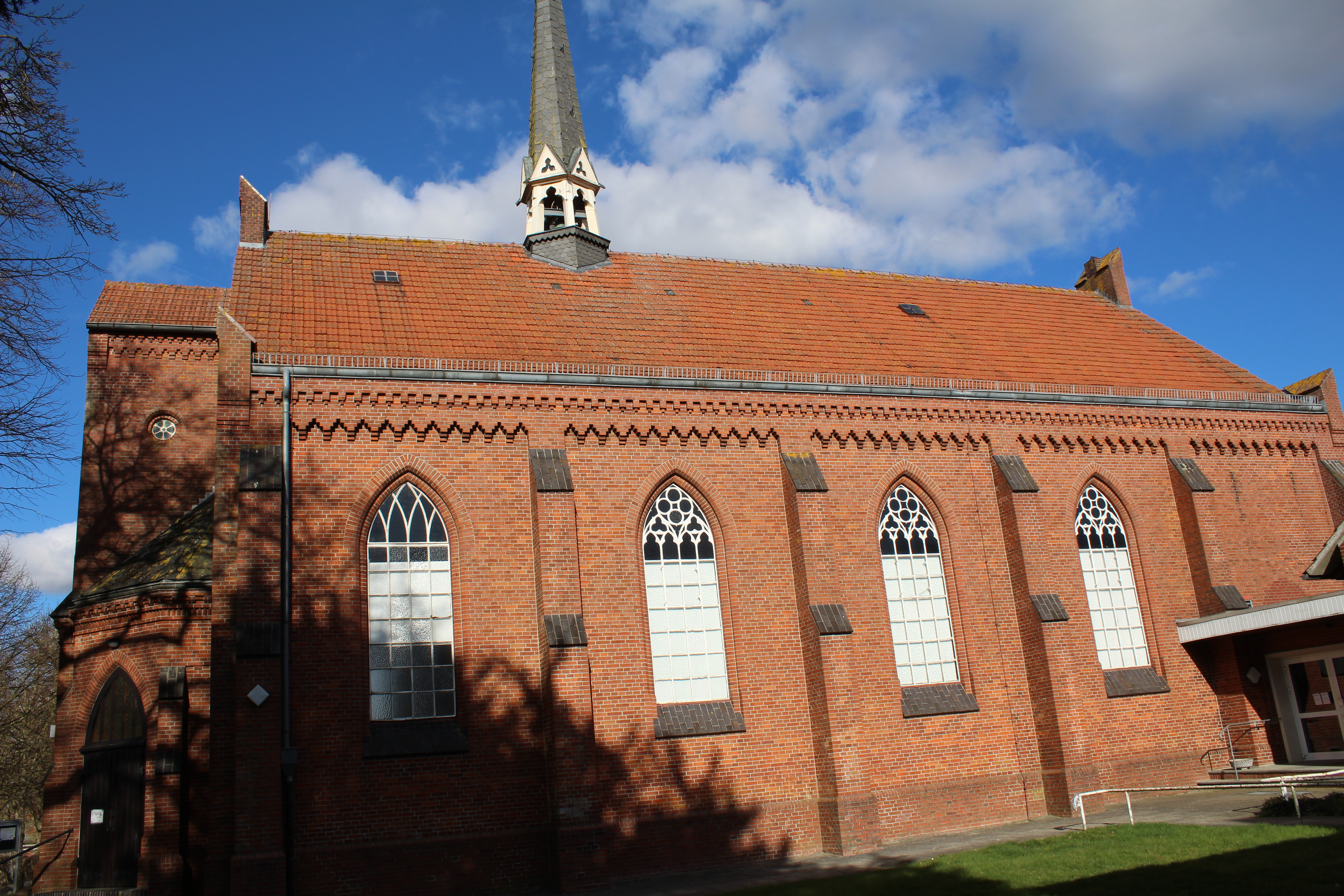
Langschiff von Süden

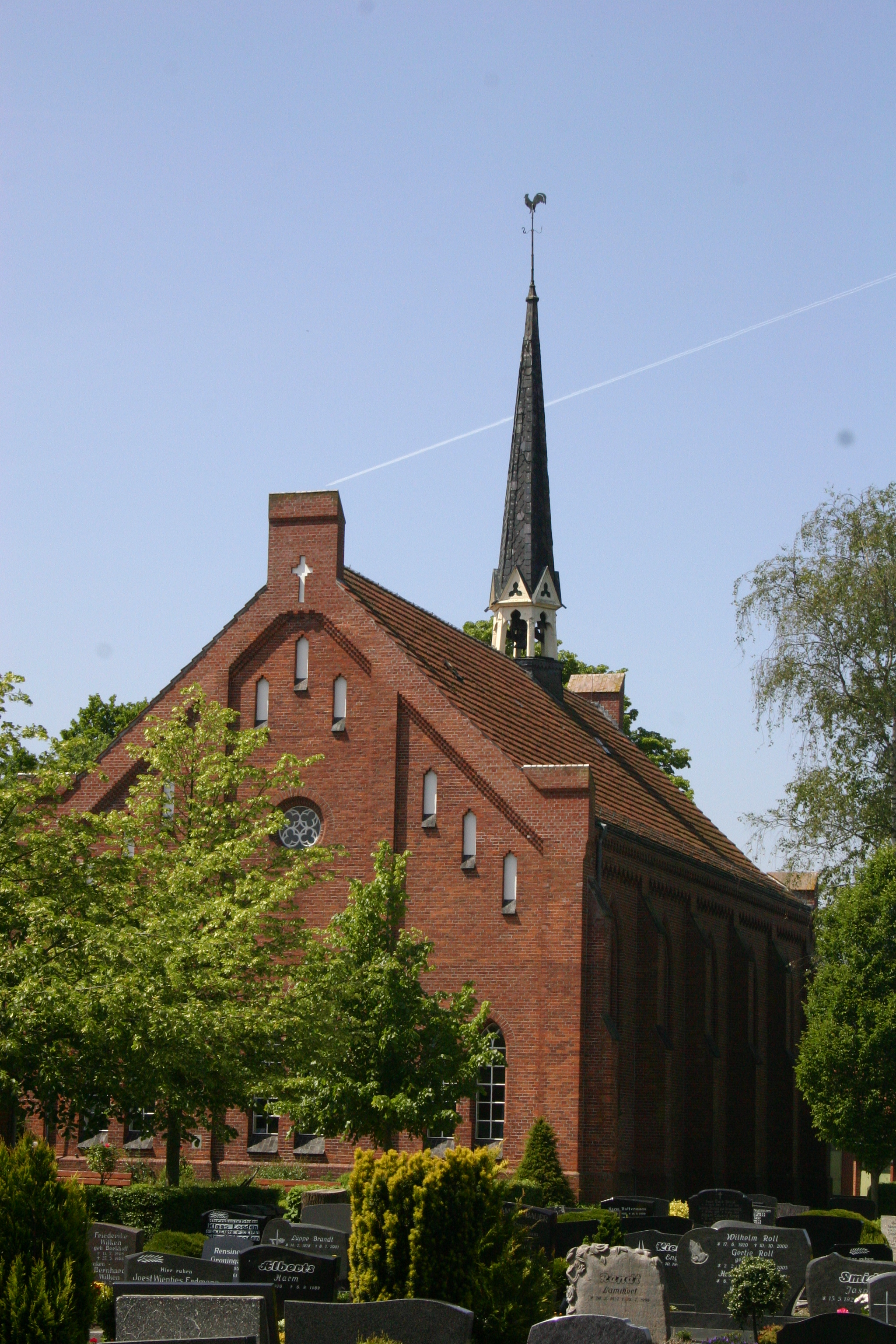
Ansicht von Osten

Die Saalkirche ist aus roten Backsteinen im Stil der Neugotik im Ortszentrum errichtet. An den Langseiten der Backsteinkirche sorgen große spitzbogige Fenster für ausreichend Licht. Ein risalitartiger Vorbau an der Westseite mit drei Türen dient als Eingang. Im Giebelfeld ist eine Rundblende mit dem Baujahr 1896 eingelassen. Die Außenmauer wird durch abgetreppte Strebepfeiler gegliedert, die in einem Zickzackfries enden, über dem unterhalb der Traufe ein Zinnenfries angebracht ist. An der rückwärtigen Ostseite gliedern Lisenen die Wand, zwischen denen jeweils zwei kleine Spitzbogenfenster eingelassen sind.
Der Ostteil der Kirche ist abgetrennt und diente als Konfirmandenraum und Treppenhaus.
Aus Kostengründen wurde auf einen eigenen Glockenturm verzichtet. Stattdessen wurde dem Satteldach ein kleiner Dachreiter aufgesetzt, dessen schlanker, sechsseitiger, verschieferter Helm von einem Windrichtungsanzeiger und einem Wetterhahn bekrönt wird. Erst 1992 erfolgte der Bau eines modern gestalteten Glockenturms.

## Ausstattung

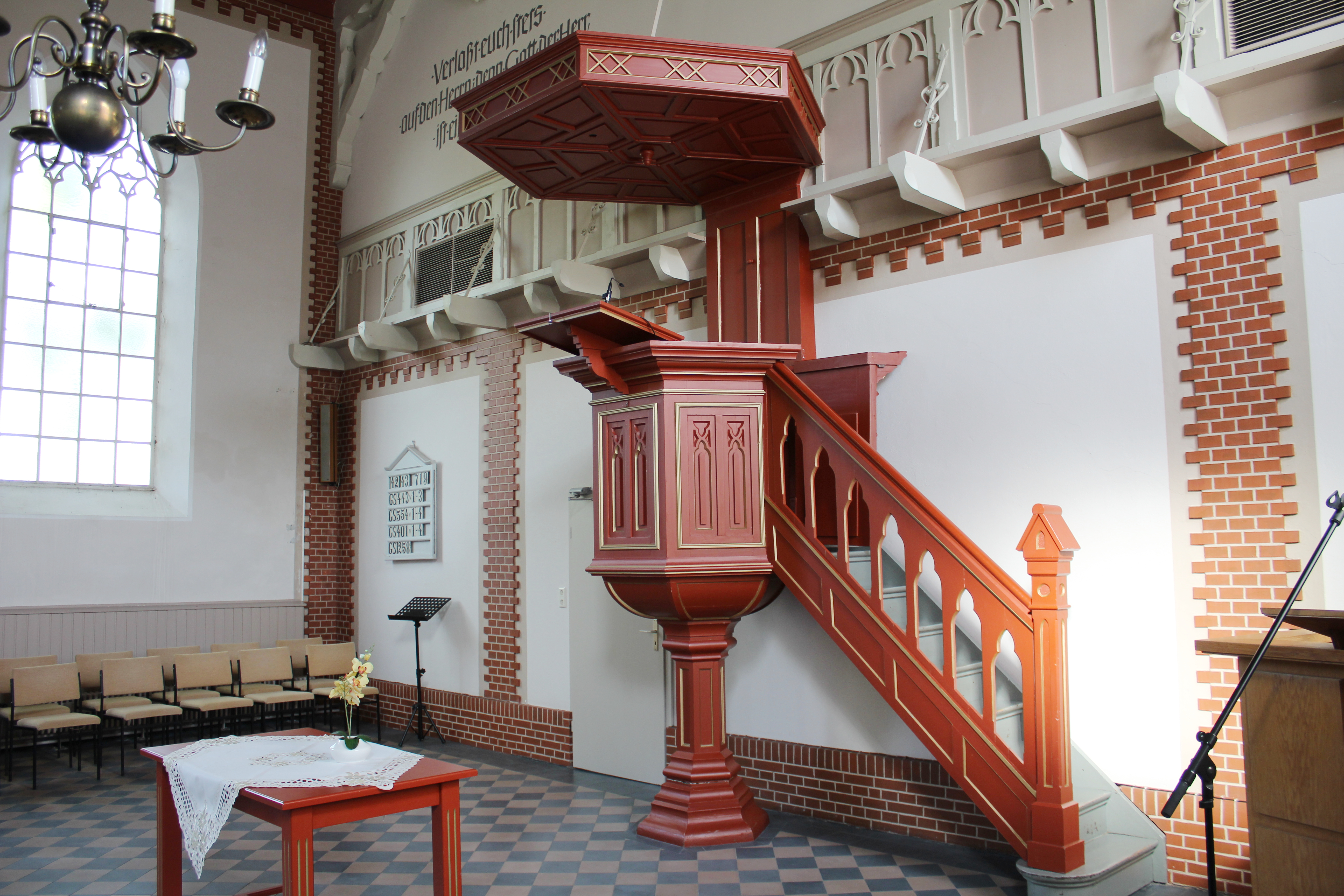
Kanzel mit Resten der Empore

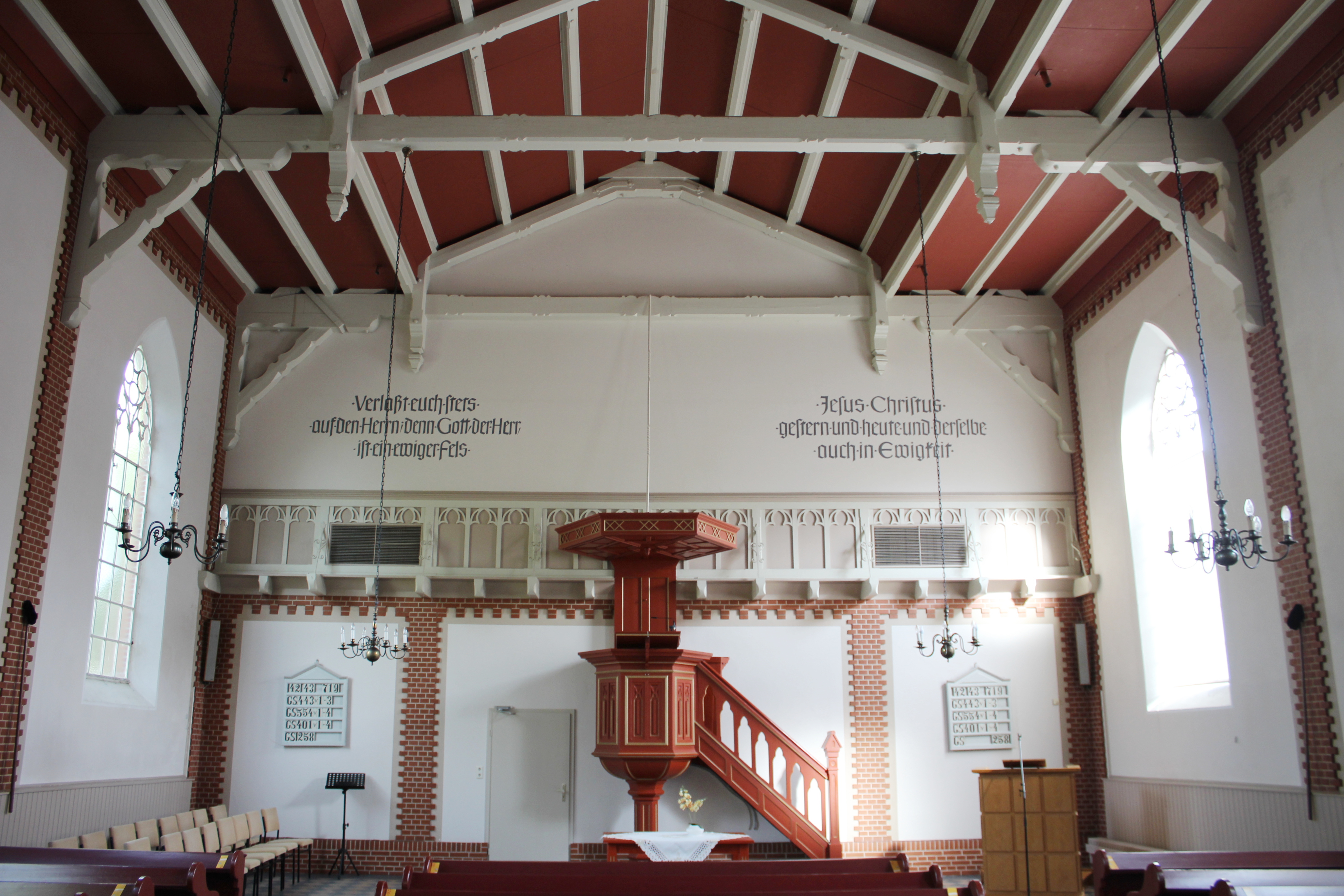
Innenraum Richtung Kanzel

Der Innenraum ist wie für reformierte Kirchen üblich schlicht gestaltet und bot ursprünglich 250 Besuchern Platz. Nach dem Entfernen von Bänken kann die Kirche heute 150 Besucher beherbergen. Der Raum wird durch die Farben Rot und Weiß beherrscht. Ursprünglich befand sich an der Ostseite über der Kanzel eine Empore, auf der die Orgel aufgestellt wurde und wo die armen Besucher einen Sitzplatz fanden. Heute erinnern die erhaltenen Balkenköpfe und das hölzerne Maßwerk an die ehemalige Empore. Darüber sind zwei Bibelverse an die Wand gemalt, links „Verlaßt euch stets auf den Herrn denn Gott der Herr ist ein ewiger Fels“ (Jes 26,4 ) und rechts „Jesus Christus gestern und heute und derselbe auch in Ewigkeit“ (Heb 13,8 ). Die weiße Balkenkonstruktion mit Querbalken, die von Kopfbändern gestützt werden, hebt sich vor dem roten Hintergrund der Decke ab.
Die polygonale hölzerne Kanzel in roter Fassung ist mittig an der Ostwand aufgestellt. Sie ruht auf einem sechseckigen Pfosten mit einem profilierten sechseckigen Fuß und ist durch Treppe an der rechten Seite zugänglich. Eine Kanzelrückwand verbindet den Kanzelkorb mit dem sechsseitigen Schalldeckel. Vor der Kanzel steht der schlichte Abendmahlstisch. Rechts davon steht ein holzsichtiges, querrechteckiges Lesepult. Das rote Kirchengestühl ist in drei Blöcken aufgestellt.
Zu den Vasa sacra gehört ein Abendmahlskelch aus der Auricher Schlosskapelle, der zwischen 1559 und 1599 geschaffen wurde und das Wappen der Cirksena und des schwedischen Hauses Wasa trägt. Meister Evert Gerdes schuf Ende des 17. Jahrhunderts eine Kanne und ein unbekannter Meister eine Patene. Die Taufschale im Jugendstil
stammt aus dem 19. Jahrhundert. Ein Gabenteller wurde 1893 gestiftet und ein silbervergoldeter Brotteller ist unbezeichnet.

## Orgel

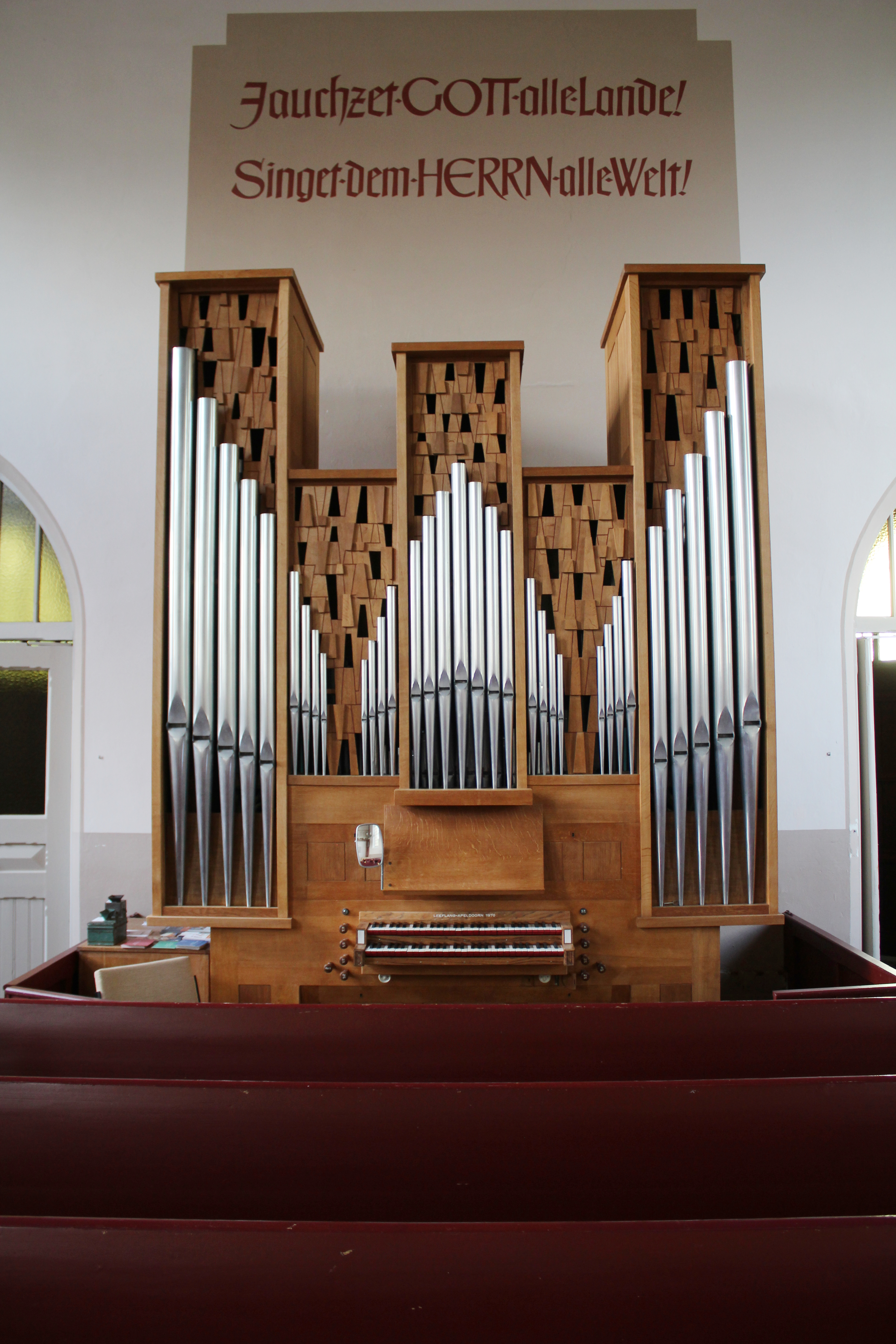
Leeflang-Orgel

Die erste Orgel wurde 1896 auf einer Empore über der Kanzel eingebaut. Heute steht die Orgel ebenerdig und mittig an der Westwand. Ernst Leeflang aus Apeldoorn erbaute im Jahr 1970 das Werk mit neun Registern auf zwei Manualen und Pedal. 1997 fand eine Überholung und ein Registertausch durch Regina Stegemann statt, wobei das Regal 8′ durch eine Sesquialtera ersetzt und in die Orgel der altreformierten Kirche Veldhausen eingebaut wurde. Die Disposition lautet seitdem wie folgt:
| I Unterwerk C–g3 |    |
| Rohrflöte        | 8′ |
| Gedackt          | 4′ |
| Octave           | 2′ |
| Sesquialtera II  |    |

| II Oberwerk C–g3 |    |
| Principal        | 8′ |
| Hohlpijp         | 8′ |
| Octave           | 4′ |
| Mixtur IV        |    |

| Pedal C–f1 |     |
| Subbass    | 16′ |